# Hans Nowak
Hans Nowak (Gelsenkirchen, 9 agosto 1937 – 19 luglio 2012) è stato un calciatore tedesco, di ruolo difensore.